# Chérancé (Mayenne)
Chérancé è un comune francese di 175 abitanti situato nel dipartimento della Mayenne nella regione dei Paesi della Loira.

## Società

### Evoluzione demografica
Abitanti censiti